# Benjamin Koons
Benjamin Koons (* 9. April 1986 in Dunedin) ist ein ehemaliger neuseeländischer Skilangläufer.

## Werdegang
Koons nahm von 2003 bis 2011 an Wettbewerben der Fédération Internationale de Ski teil. Sein erstes von insgesamt vier Weltcuprennen lief er im Dezember 2005 in Vernon, welches er mit dem 60. Rang im 30-km-Verfolgungsrennen beendete. Bei den Olympischen Winterspielen 2010 in Vancouver erreichte er den 46. Platz im 50-km-Massenstartrennen. Seine besten Platzierungen bei den nordischen Skiweltmeisterschaften 2011 in Oslo waren der 62. Rang im 50-km-Massenstartrennen und der 20. Rang im Teamsprint.